# Hypertension in Pregnancy
Hypertension in Pregnancy es una revista médica trimestral revisada por pares que cubre la hipertensión humana y animal durante la gestación , incluida la fisiología del control circulatorio, la fisiopatología, la metodología y la terapia. Es publicada por  Taylor and Francis y la editora  en jefe es  Lana McClements, (Universidad de Tecnología de Sídney), Según Journal Citation Reports , la revista tenía un factor de impacto en 2013 de 1,192.

## Métricas de revista
2023
- Web of Science Group : 2.108
- Índice h de Google Scholar: 47
- Scopus: 1.957